# 交建設計
株式会社交建設計（こうけんせっけい）は、東京都中央区に本社を置く組織系建築設計事務所。鉄道関連の駅舎から商業施設を中心に、建築物の調査・企画・設計・監理等の様々な業務を行っている。

## 沿革
- 1963年 - 国鉄の建築課長や東洋大学教授などを務めた山﨑兌により株式会社交通建築設計事務所として東海道新幹線駅の設立に合わせて創設。

山﨑の父は駿河台学園創設者の山﨑寿春、弟は駿河台学園理事長などを歴任し、駿河台大学を創設した山﨑春之である。
- 1993年 - 株式会社交建設計に改称

## 事務所
- 本 社 : 東京都中央区八丁堀4-5-4 FORECAST桜橋
- 大阪事務所 : 大阪市淀川区西中島4-3-22 新大阪長谷ビル
- 名古屋事務所 : 名古屋市中村区名駅南1-23-27 新笹島ビル
- 九州事務所 : 福岡市博多区博多駅中央街8-20 第2博多相互ビル
- 札幌営業所

## 主な作品

### 新幹線駅
- 北海道新幹線
新函館北斗駅
- 東北新幹線 
七戸十和田駅、いわて沼宮内駅、北上駅、一ノ関駅、宇都宮駅、小山駅
- 秋田新幹線
秋田駅
- 山形新幹線
かみのやま温泉駅
- 上越新幹線
高崎駅、ガーラ湯沢駅、燕三条駅、新潟駅
- 北陸新幹線
佐久平駅、上田駅、上越妙高駅、黒部宇奈月温泉駅
- 東海道新幹線
新横浜駅、小田原駅、熱海駅、新富士駅、静岡駅、掛川駅、浜松駅、三河安城駅
- 山陽新幹線
新神戸駅、新岩国駅、新山口駅
- 九州新幹線
久留米駅、熊本駅、出水駅、川内駅
- 西九州新幹線
諫早駅

### 駅舎
- JR東日本
桜木町駅、八丁堀駅
- JR九州
長崎駅、日向市駅、新宮中央駅 、折尾駅
- JR四国
琴平駅（リニューアル）
- 京王電鉄
新宿駅、府中駅、永福町駅
- 相模鉄道
二俣川駅、ゆめが丘駅、緑園都市駅 、羽沢横浜国大駅 、新横浜駅
- 西武鉄道
航空公園駅 、多磨駅
- 東京地下鉄
浅草駅、新木場駅、新宿三丁目駅（副都心線）、東新宿駅
- 東武鉄道
伊勢崎駅、とうきょうスカイツリー駅、板倉東洋大前駅 、愛宕駅
- 首都圏新都市鉄道つくばエクスプレス
秋葉原駅、みどりの駅、万博記念公園駅、研究学園駅
- 東京臨海高速鉄道りんかい線
天王洲アイル駅、東京テレポート駅、国際展示場駅
- 北総鉄道
千葉ニュータウン中央駅、印旛日本医大駅
- 横浜高速鉄道みなとみらい線
日本大通り駅
- 仙台市交通局
国際センター駅 、連坊駅
- えちぜん鉄道
福井駅
- 台湾高速鉄道
台中駅

### 駅ビル
- 盛岡駅ビル（フェザン）
- 秋田駅ビル（トピコ）
- 山形駅ビル（ホテルメトロポリタン山形+メトロプラザ）
- 熊谷駅ビル（アズ熊谷）
- 宇都宮駅ビル（パセオ）
- 北千住駅ビル（ルミネ北千住）
- 恵比寿駅ビル（アトレ恵比寿）
- 大森駅ビル（アトレ大森）
- 蒲田駅ビル（グランデュオ）
- 荻窪駅ビル（ルミネ荻窪）
- 国分寺駅ビル（セレオ国分寺）
- 八王子駅ビル（セレオ八王子北館）
- 松戸駅ビル（アトレ松戸）
- 宇和島駅ビル（JRホテルクレメント宇和島）

### その他
- 2k540 AKI-OKA ARTISAN
- 東急池上線五反田高架下店舗
- Echika池袋
- アルカキット錦糸町
- なんばEKIKAN
- 駿台予備学校 お茶の水１号館
- 駿台予備学校 大宮校
- 駿河台大学
- 弘済学園
- 埼玉県平和資料館
- 東京メトロ 総合研修訓練センター
- 日本交通技術 本社ビル
- 北陸新幹線 白山総合車両基地
- 九州新幹線 熊本総合車両基地